# Moon and Stars
Moon and Stars è una manifestazione a carattere musicale che si svolge annualmente a Locarno (Svizzera) nella prima parte del mese di luglio.
 
Ogni sera viene proposto in Piazza Grande un concerto con artisti di fama mondiale.
Nasce nel 2004 grazie alla collaborazione con Good News Production AG, che collabora tuttora alla sua riuscita. Nel corso degli anni ha acquisito molta popolarità sia tra la gente comune (85.000-90.000 spettatori totali sull'arco dell'intera rassegna) come pure tra gli artisti.
Fra i musicisti presenti in edizioni passate si possono citare: Jamiroquai, Depeche Mode, Anastacia, Peter Gabriel, John Legend, Roger Waters, Vasco Rossi, Zucchero Fornaciari, Sam Smith, Lenny Kravitz, Muse, Eric Clapton, Bryan Adams, Neil Young, Status Quo, Jovanotti, R.E.M., Juanes, Eros Ramazzotti, Coldplay, James Blunt, Avril Lavigne, Roger Waters, Deep Purple, Stevie Wonder, Carlos Santana, ZZ Top, Elton John, Green Day, Laura Pausini, Ligabue, Gianna Nannini, Pink.

## Edizione 2004 (5-11 luglio 2004)
- Alicia Keys - 05.07
- The Corrs; Support act: Lynne Candy & Marco Cerulli 06.07
- Alanis Morissette; Support act: Dada Ante Portas - 08.07
- Peter Gabriel - 09.07
- Dido; Support act: Phoenix - 10.07
- Eros Ramazzotti - 11.07
- 45 000 spettatori

## Edizione 2005 (9-16 luglio 2005)
- Seal; Support act: Chris Pierce - 09.07
- Jamiroquai; Support act: James Blunt - 10.07
- Coldplay; Support act: Richard Ascroft - 13.07
- Laura Pausini; Support act: Le Vibrazioni - 14.07
- Joe Cocker; Support act: Katie Melua - 15.07
- Lenny Kravitz; Support act: Nikka Costa - 16.07
- 53 000 spettatori

## Edizione 2006 (10-17 luglio 2006)
- Depeche Mode; Support act: DJ Gogo - 10.07
- Eric Clapton; Support act: Robert Cray - 11.07
- Eros Ramazzotti - 12.07
- Bryan Adams - 13.07
- The Who - 14.07
- Ben Harper; Support act: Piers Faccini - 15.07
- Roger Waters; Support act: Dolcenera - 16.07
- 56 000 spettatori

## Edizione 2007 (8-14 luglio 2007)
- Peter Gabriel; Support act: Charlie Winston - 08.07
- Zucchero Fornaciari; Support act: Irene Fornaciari - 09.07
- Avril Lavigne; Support act: Dolcenera - 10.07
- Beastie Boys; Support act: Beatsteaks -11.07
- Pink (cantante) - 12.07
- Muse; Support act: Adrian Weyermann - 14.07
- 50 000 spettatori

## Edizione 2008 (9-20 luglio 2008)
- Vasco Rossi; Support act: Irene Fornaciari - 09.07
- Carlos Santana; Support act: The Storys - 10.07
- Jovanotti; Support act: Fettes Brot; Special guest: Giuliano Sangiorgi - 11.07
- Status Quo; Support act: Nazareth - 12.07
- James Blunt; Support act: Dada Ante Portas - 15.07
- Alicia Keys; Support act: Morcheeba - 16.07
- Lenny Kravitz; Support act: Eddy Grant - 17.07
- R.E.M.; Support act: The Autumn Defense - 18.07
- Paul Simon; Support act: Dolcenera - 19.07
- Juanes - 20.07
- 86 600 spettatori

## Edizione 2009 (8-19 luglio 2009)
- Laura Pausini; Support act: Irene Fornaciari - 08.07
- Deep Purple; Support act: Foreigner - 09.07
- Gölä; Support act: Bligg - 11.07
- Duffy; Support act: Paolo Nutini - 13.07
- Amy Macdonald; Support act: The Kooks -14.07
- Tracy Chapman; Support act: Orishas - 15.07
- Gloria Estefan - 17.07
- Katie Melua; Support act: Florence Rawlings - 18.07
- Placebo; Support act: Lovebugs, Expatriate - 19.07
- 74 700 spettatori

## Edizione 2010 (7-17 luglio 2010)
- Stevie Wonder - 07.07
- Ben Harper & Relentless7; Support act: Milow - 08.07
- Massive Attack con Martina Topley Bird; Support act: Rodrigo y Gabriela - 09.07
- ZZ Top; Support act: Jeff Beck - 10.07
- Pink (cantante); Support act: Silbermond; Butch Walker - 12.07
- Eros Ramazzotti - 13.07
- Jamiroquai; Support act: Corinne Bailey Rae - 14.07
- Toto; Earth, Wind & Fire - 15.07
- Mark Knopfler; Support act Dolcenera - 16.07
- Stress; Jan Delay & Disko No. 1 - 17.07

## Edizione 2011 (8-17 luglio 2011)
- Bligg Special Guest: Gentleman - 08.07
- Sting - 09.07
- Carlos Santana - 10.07
- Zucchero Fornaciari Special Guest: Kate Nash - 11.07
- Joe Cocker; Gianna Nannini - 12.07
- Roxette Special Guest: Cesare Cremonini - 14.07
- Mando Diao Special Guest: Caro Emerald - 15.07
- Bryan Adams Special Guest: Alain Clark - 16.07
- Jack Johnson Special Guest: The Wailers - 17.07
- 84 500 spettatori

## Edizione 2012 (5-15 luglio 2012)
- Luciano Ligabue; Special Guest: Pino Daniele 05.07
- Status Quo; Billy Idol - 06.07
- Gotthard; Special Guest: Lovebugs - 07.07
- Lenny Kravitz; Special Guest: Trombone Shorty and Orleans Avenue - 11.07
- Elton John & Band - 12.07
- Herbert Grönemeyer; Special Guest: Lila Bungalow - 13.07
- Laura Pausini; Special Guest: Marlon Roudette - 14.07
- Unheilig; Special Guest: Sunrise Avenue; Opening Band: Staubkind - 15.07
- 76 000 spettatori

## Edizione 2013 (4-14 luglio 2013)
- ZZ Top; Krokus - 04.07
- Amy Macdonald; Special Guest: Glen Hansard - 05.07
- Die Toten Hosen - 06.07
- Carlos Santana - 07.07
- Green Day - 08.07
- Depeche Mode; Special Guest: Matthew Dear - 09.07
- Zucchero Fornaciari; Special Guest: JJ Grey & Mofro - 10.07
- Mark Knopfler - 11.07
- Bryan Adams; Special Guest: Cody Chesnutt - 12.07
- Neil Young & Crazy Horse - 14.07
- 93 000 spettatori

## Edizione 2014 (10-19 luglio 2014)
- Laura Pausini; Special Guest Bastian Baker - 10.07
- Udo Lindenberg - 11.07
- Bligg; Sido - 12.07
- Dolly Parton - 13.07
- Jack Johnson; Special Guest Kodaline - 14.07
- James Blunt; Special Guest ZAZ - 15.07
- Negramaro - 16.07; Special Guest Checco Zalone
- Backstreet Boys; Special Guest Rebecca Ferguson - 17.07
- Sunrise Avenue; Special Guest Family of the Year - 19.07

## Edizione 2015 (8-18 luglio 2015)
- John Legend; Sam Smith - 08.07
- Roxette; Special Guest Sinplus - 10.07
- Carlos Santana; Gianna Nannini - 12.07
- Rae Morris; Ella Henderson - 13.07
- Lenny Kravitz; Special Guest Beth Hart - 14.07
- Bob Dylan; Ben Harper & The Innocent Criminals - 15.07
- Juanes; Marina and the Diamonds; Milow - 16.07
- Lo & Leduc; Pegasus; Stress - 17.07
- Litfiba; Special Guest Anastacia - 18.07

## Edizione 2016 (8-17 luglio 2016)
- Ellie Goulding / Special Guest:Marco Mengoni - 8.07
- Modà / Pooh - 09.07
- Pharell Williams / Breitbild -13.07
- Earth, Wind and Fire / Tom Jones - 14.07
- Lana Del Rey  - 15.07
- Cro / Special Guest: Gentleman& Ky-Mani Marley -17.07
- 77 Bombay Street / Pegasus /Patent Ochsner -17.07

## Edizione 2017 (14-22 luglio 2017)
- Macklemore & Ryan Lewis; J-Ax & Fedez - 14.07
- Zucchero Fornaciari; Special Guest LP - 15.07
- Söhne Mannheims; Andreas Bourani - 16.07
- Gölä; Special Guest Trauffer - 17.07
- Jamiroquai; Special Guest Seven - 18.07
- Sting; Special Guest Tom Odell - 19.07
- Amy Macdonald; Special Guest Züri West - 20.07
- Imagine Dragons;  Special Guest Clean Bandit - 21.07
- Gotthard; Special Guest Krokus - 22.07
- 65'000 spettatori

## Edizione 2018 (13-21 luglio 2018)
- Anastacia; Nek-Max-Renga - 13.07
- Bligg; Die Fantastischen Vier - 14.07
- The Script; James Blunt - 15.07
- Pegasus; Baschi; Hecht - 16.07
- Rita Ora; Emeli Sandé - 17.07
- Sarah Connor; James Arthur - 18.07
- Milky Chance; Jack Johnson - 19.07
- Adel Tawil; Sunrise Avenue - 20.07
- Gianna Nannini; Scorpions - 21.07
- 55'000 spettatori

## Edizione 2019 (11-21 luglio 2019)
- Bastian Baker; Eros Ramazzotti - 11.07
- Sfera Ebbasta; Luca Hänni; Jason Derulo - 12.07
- Il Volo; Emeli Sandé - 13.07
- Max Giesinger; Nena; Andreas Bourani - 14.07
- Aloe Blacc; Christina Aguilera - 15.07
- Liam Gallagher - 17.07 (concerto gratuito)
- Marc Sway; Stefanie Heinzmann; Lo & Leduc - 19.07
- Joss Stone; Jamiroquai - 20.07
- Patent Ochsner; Stephan Eicher - 21.07
- 60'000 spettatori

## Curiosità
Sono al momento 16 le date che hanno registrato il tutto esaurito:
- Coldplay nel 2005
- Lenny Kravitz sia nel 2005 che nel 2008
- Depeche Mode nel 2006
- Vasco Rossi nel 2008
- R.E.M. nel 2008
- Pink (cantante) nel 2010
- Roxette nel 2011
- Bryan Adams nel 2011
- Die Toten Hosen nel 2013
- Zucchero Fornaciari nel 2017
- Die Fantstischen Vier nel 2018
- Sunrise Avenue nel 2018
- Gianna Nannini; Scorpions nel 2018
- Christina Aguilera nel 2019
- Liam Gallagher nel 2019